# مقراب المسح الفلكي

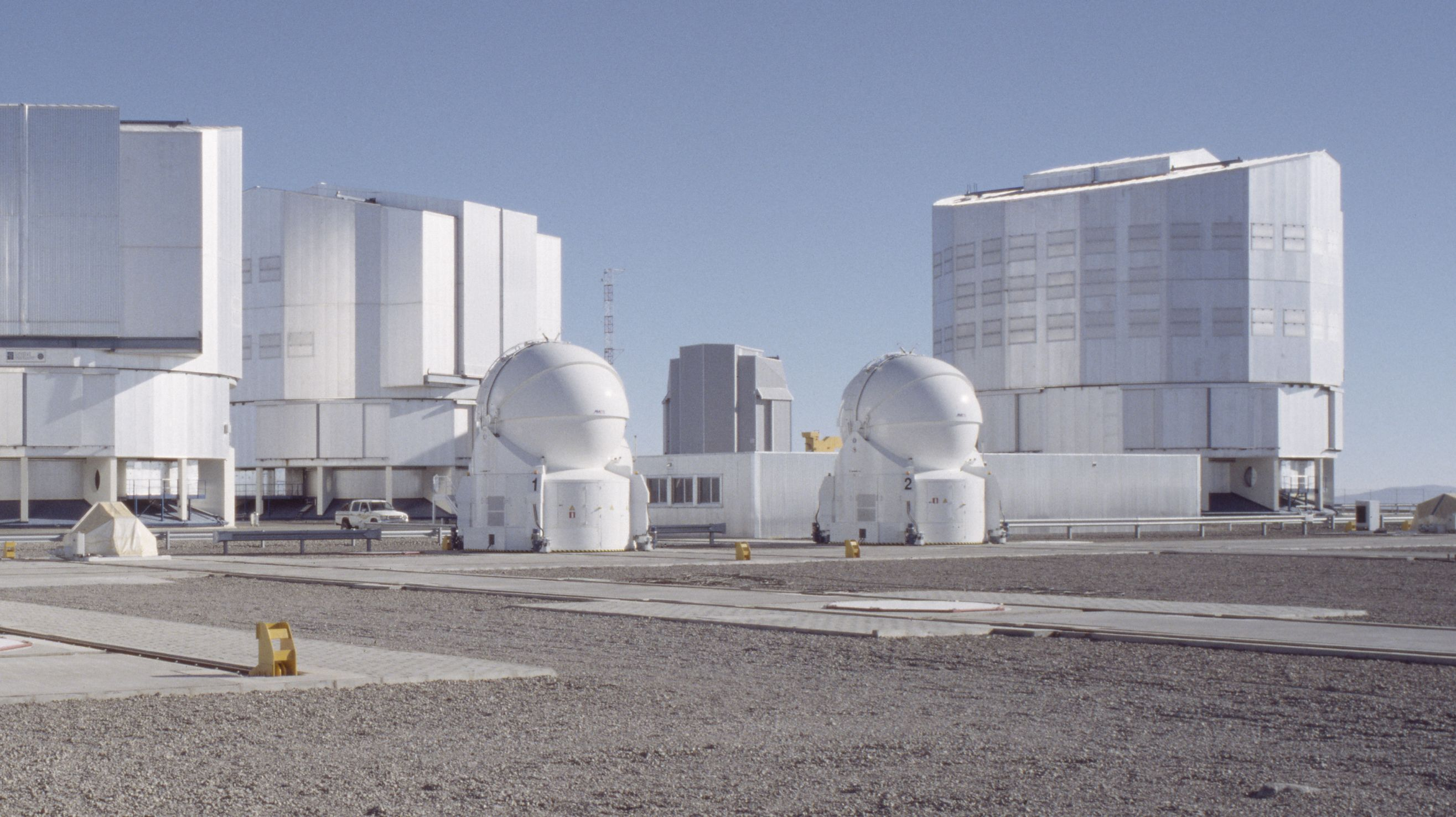
قبة تلسكوب المسح بين التلسكوبات الضخمة.

مقراب المسح الفكي VLT (بالإنجليزية: VLT servey Telescope) هو مقراب أيطالي يتبع المقاريب العظيمة الذي شيده المرصد الأوروبي الجنوبي ESO على جبل البارانال في شيلي ب أمريكا الجنوبية. ويتميز هذا المقراب بأنه يقوم بمسح منطقة واسعة نسبيا من السماء حيث أنه يجمع الضوء بفتحة زاوية كبيرة، وهو يقوم بذلك على معاونة الأربعة مقاريب الضخمة التي يضمها المقراب العظيم في البحث الفلكي. وقد شيد التلسكوب عام 1997، وقام
مجلس المرصد الأوروبي الجنوبي بالموافقة على خطة عمله عام 1998 . وتقرر تمام إنشاء مقاريب المسح الفلكي تولت ESO بتشغيله وصيانته، كما تختص بصرف رواتب العاملين فيه.

## وصفه
وتبلغ إتساع زاوية رؤيته 1 درجة مربعة، ويستخدم لمسح منطقة واسعة من السماء بغرض اكتشاف أي تغير يطرأ على الأجرام السماوية في سماء الكرة الأرضية الجنوبية، حيث يتعرف بسرعة على أي تغير ويقوم بتبليغ الأربعة مقاريب الضخمة الموجودة على جبل البارانال، فتقوم على الفور بتوجيه مراياها التي يبلغ اتساع كل منها 2و8 متر إلى الجرم أو السديم السماوي الذي اكتشفه مقراب المسح. وقد زود المقراب المسح بأجهزة صنعت في هولندا وألمانيا بحيث يستطيع التصوير في مجال الطيف بين الأشعة فوق البنفسجية والأشعة تحت الحمراء.
- قطر المرآة: 6و2 متر
- بعد البؤرة: 4و14 متر

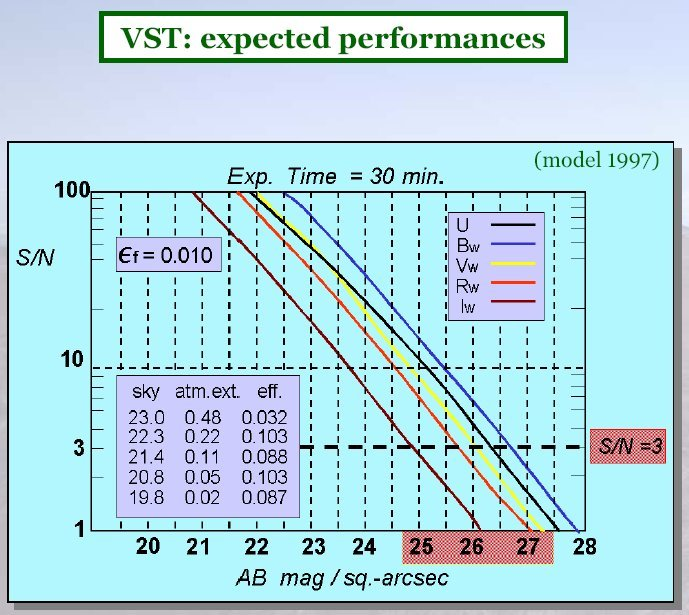
الكفاءة الضوئية لمقراب المسح

- اتساع زاوية الرؤية: 26و0 ثانية قوسية / بكسل
- مجال القياس: موجات الأشعة بين الأشعة فوق البنفسجية إلى الأشعة تحت الحمراء.

وقد أجري الاختبار الأول للمقراب في يونيو 2007، ثم وصـّل المقراب بالمقاريب الموجودة على جبل البارانال في نهاية عام 2007 . كما أجري اختبار آخر للمقراب بكاميرا أوميجا OmegaCAM في ربع عام 2008.

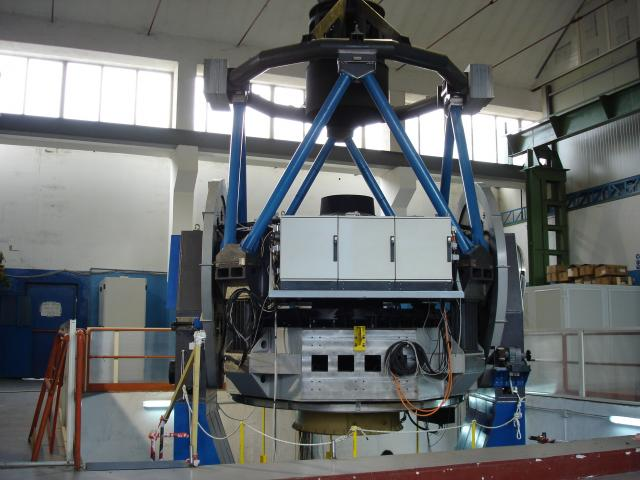
مقراب المسح أثناء تصنيعه في إيطاليا.

## اقرأ أيضا
- المرصد الأوروبي الجنوبي
- مرصد لاسيلا
- مقراب
- مقراب انكساري
- مقراب جيمس ويب الفضائي
- مرصد ديناميكا الشمس
- مرصد كيك
- مرصد مولارد الراديوي
- مقراب سبيتزر الفضائي
- مرصد سوبارو
- مرصد جيميني
- مرصد مونا كيا
- استشعار عن بعد
- مسبار فضائي
- مرصد هابل الفضائي
- مقراب بالغ الكبر
- خلفية الأشعة تحت الحمراء الكونية
- مسح المراصد العظمى العميق